# 太田窪
太田窪（だいたくぼ）は、埼玉県さいたま市南区及び緑区の町名。現行行政地名は太田窪一丁目から五丁目及び大字太田窪。二・四・五丁目及び大字が南区、一・三丁目が緑区に属する。大字を除く町丁は住居表示実施地区。郵便番号は南区が336-0015、緑区が336-0936。

## 地理
埼玉県さいたま市南区及び緑区にまたがる藤右衛門川に沿って北西から南東に長い区域を有する。地区は大宮台地（浦和大宮支台）上に位置する。中央を南北に埼玉県道35号川口上尾線（産業道路）が通っている。住居表示は太田窪一〜五丁目まであるが、南区内にはまだ住居表示未施行の大字太田窪となっている地区もある。円正寺地区を越えた飛地もある。住居表示が実施されているところは、ほとんど住宅地に整備されている。大字部分を含む全域が市街化区域に指定されている。大字部分には生産緑地地区も見られる。
さいたま市南区大谷口・大谷場・円正寺、さいたま市浦和区前地・本太、さいたま市緑区原山、川口市伊刈・柳崎・芝と隣接する。

### 小字
明治初年の小字は、道祖土組・大在家・諏訪入・本村・善前南・善前北・新田・不動入・大島・下組・前耕地。

### 河川・湖沼
- 藤右衛門川
- 見沼代用水西縁
- 新堀川
- 上谷沼

### 地価
住宅地の地価は、2022年（令和4年）1月1日の公示地価によれば、太田窪三丁目2-16の地点で24万8000円/m2となっている。

## 地名の由来
もともと大田窪村であったが、江戸時代の天保八年皆済目録に代官が村名を書く際、書き誤り、それ以降太田窪と村名が変わって現在に至るまで地名が訂正されることなく使用されている。
ダイタクボの語源はダイダラボッチ伝説に由来し、ダイダラボッチの足跡であると云われている
。

## 歴史
もとは江戸期より存在した武蔵国足立郡木崎領に属する太田窪村、古くは戦国期より見出せる足立郡のうちの大多窪であった。太田窪は古くは大田窪、大多窪とも書かれた。村高は正保年間の『武蔵田園簿』では483石余（田278石余、畑205町余）、『元禄郷帳』では645石余であった。助郷は中山道浦和宿に出役していた。村の規模は東西37町、南北5町で、化政期の世帯数は130軒であった。大谷口村に飛地を領していた。
- 発足時は幕府領、以降変遷無し[9]。なお、検地は1623年（元和9年）、1690年（元禄3年）、1732年（享保17年）に実施。
- 幕末時点では足立郡太田窪村であった。明治初年の『旧高旧領取調帳』の記載によると、代官大竹左馬太郎支配所が管轄する幕府領であった。守光院の寺領も存在した[11]。
- 1868年（慶応4年）6月19日 - 武蔵知県事・山田政則（忍藩士）の管轄となる。
- 1869年（明治2年） 
  - 1月13日 - 武蔵知県事・宮原忠英の管轄区域に大宮県を設置。県庁は東京府馬喰町に置かれる。
  - 9月29日 - 県庁が浦和に置かれ浦和県に改称。
- 1871年（明治4年）11月13日 - 第1次府県統合により埼玉県の管轄となる。
- 1873年（明治6年） - 守光院の境内に太田窪学校（現、さいたま市立谷田小学校）が開設される[9]。
- 1879年（明治12年）3月17日 - 郡区町村編制法により成立した北足立郡に属す。郡役所は浦和宿に設置。
- 1889年（明治22年）4月1日 - 町村制施行（明治の大合併）に伴い、大谷場村、太田窪村、大谷口村、広ヶ谷戸村、円正寺村、原山新田が合併し、谷田村が成立[12]。谷田村の大字太田窪となる。
- 1932年（昭和7年）4月1日 - 谷田村は同郡木崎村と共に浦和町へ編入され[13][12]、浦和町の大字となる。
- 1934年（昭和9年）2月11日 - 浦和町が市制を施行し、浦和市となり[13][12]、浦和市の大字となる。
- 1940年（昭和15年） - 地内に浦和記念公園が開園する。
- 1947年（昭和22年）10月5日 - 地内の浦和記念公園内に浦和競馬場が開場する。
- 1954年（昭和29年）1月1日 - 浦和市大字太田窪、大字本太、大字大谷場の各一部より前地町一丁目から三丁目が設置される。
- 1967年（昭和42年）9月1日 - 大字太田窪、大字原山新田、大字大谷口、大字大谷場の各一部から太田窪一丁目〜五丁目が成立した。同時に原山一・二丁目と駒場二丁目が大字太田窪の一部から成立[14]。
- 1979年（昭和54年）4月16日 - 地内に浦和市立原山中学校（現、さいたま市立原山中学校）が原山新田1番地より移転する。
- 1980年（昭和55年）4月1日 - 地内に浦和市立善前小学校（現、さいたま市立善前小学校）が開校。
- 2001年（平成13年）5月1日 - 浦和市が与野市、大宮市と合併しさいたま市となり、さいたま市の町名となる。
- 2003年（平成15年）4月1日 - さいたま市が政令指定都市に移行。区制を敷く際、一丁目と三丁目が緑区に、二・四・五丁目・大字太田窪が南区となった。

旧浦和市の中央からやや東側に位置している。

## 世帯数と人口
2017年（平成29年）9月1日現在の世帯数と人口は以下の通りである。
| 区      | 大字・丁目   | 世帯数    | 人口     |
| ------- | ------------ | --------- | -------- |
| 南区    | 太田窪       | 3,885世帯 | 8,965人  |
| 南区    | 太田窪二丁目 | 993世帯   | 2,002人  |
| 南区    | 太田窪四丁目 | 791世帯   | 1,876人  |
| 南区    | 太田窪五丁目 | 1,392世帯 | 2,787人  |
| 南区 計 | 南区 計      | 7,061世帯 | 15,630人 |
|         |              |           |          |
| 緑区    | 太田窪一丁目 | 1,361世帯 | 3,004人  |
| 緑区    | 太田窪三丁目 | 806世帯   | 1,782人  |
| 緑区 計 | 緑区 計      | 2,167世帯 | 4,786人  |
|         |              |           |          |
| 計      | 計           | 9,228世帯 | 20,416人 |

## 小・中学校の学区
市立小・中学校に通う場合、学区（校区）は以下の通りとなる。
| 区   | 大字・丁目   | 番地                                                             | 小学校                   | 中学校                   |
| ---- | ------------ | ---------------------------------------------------------------- | ------------------------ | ------------------------ |
| 南区 | 太田窪       | 1834〜1862番地 1960〜2330番地 2804番地〜2843番地1 7239〜7245番地 | さいたま市立谷田小学校   | さいたま市立大谷場中学校 |
| 南区 | 太田窪       | 1272〜1288番地 1695〜1742番地 1940〜1959番地                     | さいたま市立谷田小学校   | さいたま市立大谷口中学校 |
| 南区 | 太田窪       | 3155〜3172番地                                                   | さいたま市立大谷口小学校 | さいたま市立大谷口中学校 |
| 南区 | 太田窪       | その他                                                           | さいたま市立善前小学校   | さいたま市立大谷口中学校 |
| 南区 | 太田窪二丁目 | 全域                                                             | さいたま市立谷田小学校   | さいたま市立大谷場中学校 |
| 南区 | 太田窪四丁目 | 全域                                                             | さいたま市立谷田小学校   | さいたま市立大谷場中学校 |
| 南区 | 太田窪五丁目 | 全域                                                             | さいたま市立谷田小学校   | さいたま市立大谷場中学校 |
| 緑区 | 太田窪一丁目 | 全域                                                             | さいたま市立原山小学校   | さいたま市立原山中学校   |
| 緑区 | 太田窪三丁目 | 全域                                                             | さいたま市立原山小学校   | さいたま市立原山中学校   |

## 交通

### 鉄道
- JR東日本武蔵野線が地区を横断するが駅は設置されていない。最寄駅はJR京浜東北・武蔵野線南浦和駅[8]、またはJR京浜東北線他各線各線浦和駅など、地域によって違う。隣接する大谷口に武蔵野線の新駅を開設する計画がある。

### 道路
- 埼玉県道34号さいたま草加線
- 埼玉県道35号川口上尾線
- 日の出通り（田島大牧線）
- 馬場先通り

### 地域内を運行するバス路線
浦和駅発着バス路線（国際興業バス）
東口発
- 浦04：浦和駅東口 - 太田窪 - 明花 - イーストシティ - 東浦和駅
- 浦04-2：浦和駅東口 - 太田窪 - 明花 - イーストシティ - 東浦和駅 - 馬場折返場
- 浦04-2H：浦和駅東口 - 太田窪 - 明花 - イーストシティ - 東浦和駅 - 馬場折返場 - 市立病院
- 浦04-3：浦和駅東口 - 太田窪 - 明花 - イーストシティ - 東浦和駅 - さいたま東営業所
- 浦05：浦和駅東口 - 太田窪 - 大谷口県営住宅 - 明花
- 浦50：浦和駅東口 - 太田窪 - 二十三夜 - 南浦和駅西口
- 浦50-2：浦和駅東口 - 太田窪 - 二十三夜坂下

西口発
- 浦51：浦和駅西口 - 太田窪 - 原山 - グランド - 北浦和駅東口
- 浦51-3：浦和駅西口 - 太田窪 - 原山 - グランド - 北浦和ターミナルビル

南浦和駅発着バス路線（国際興業バス）
東口発
- 南浦50：南浦和駅東口 - 二十三夜 - 円正寺（平日深夜運行）
- 南浦51：南浦和駅東口 - 浦和競馬場 - 細野 - 二十三夜坂下（土曜・休日運休）
- 南浦52 - 南浦和駅東口 - 細野 - 浦和競馬場 - 南浦和駅東口（細野循環。朝は東台、夕方〜夜は浦和競馬場先回り。平日朝夕のみ）
- 南浦55：南浦和駅東口 → 二十三夜 → 円正寺 → 柳崎中央 → 西伊刈 → 円正寺 → 二十三夜 → 南浦和駅東口
- 南浦55-2：円正寺第一公園入口 → 柳崎中央 → 西伊刈 → 円正寺 → 二十三夜 → 南浦和駅東口（早朝運行）
- 南浦55-3：南浦和駅東口 → 二十三夜 → 円正寺 → 柳崎中央 → 牛田橋（夜間運行）
- 南浦60：南浦和駅東口 → 二十三夜 → 円正寺 → イーストシティ → 東浦和駅 → 東川口駅南口（深夜バス、運休中）

西口発
- 浦50：南浦和駅西口 - 二十三夜 - 太田窪 - 浦和駅東口
- さいたま市コミュニティバス：武蔵浦和駅西口（南区役所） - 六辻 - 南浦和駅西口 - 円正寺 - 明花（地区内のルートは南浦55と同一）

## 地域

### 寺社・史跡
- 八雲神社（一丁目）
- 熊野神社（四丁目）
- 普門院（四丁目）
- 地蔵堂（四丁目）
- 守光院（五丁目）
- 領ヶ谷城址（大字）
- 太田窪氷川神社（大字）
- 行弘寺（大字） - 「足立百不動尊供養塔」、「行弘寺のツバキ」は市指定文化財である。
- 二十三夜供養塔（大字）

### 公園・緑地
- 諏訪入公園（三丁目）
- 浦和記念公園（四丁目）
- 太田窪四丁目公園（四丁目） - 長野県学生寮跡地
- 善前南公園（大字）
- 不動入公園（大字）

### 施設
一丁目（緑区）
- さいたま市立原山中学校
- NTT東日本 太田窪ビル、浦和東ビル
- みずほ幼稚園
- 埼玉縣信用金庫

二丁目（南区）
- 浦和太田窪二郵便局
- 太田窪二丁目自治会館

三丁目（緑区）
- 城北信用金庫

四丁目（南区）
- 浦和競馬場（藤右衛門川より東側）

五丁目（南区）
- さいたま市立谷田小学校
- 浦和太田窪郵便局

大字太田窪（南区）
- さいたま市立善前小学校
- 善前公民館
- 谷田支所
- 谷田防犯ステーション
- さいたま農業協同組合 谷田支店
- 太田窪二十三夜自治会館
- 新田自治会館
- 藤右衛門中継ポンプ場